# MARIKO KOUDA Presents GM CD
『MARIKO KOUDA Presents GM CD』（まりここうだぷれぜんつじーえむしーでぃー）は、國府田マリ子のコンピレーション・アルバム。2002年7月24日にキングレコードより発売された。

## 解説
國府田マリ子パーソナリティのラジオ番組『國府田マリ子のGM』をCD化したもの。
5年間番組のエンディング曲だった「Horizon」、その後番組終了までのエンディング曲であった「Lifelike 〜It’s now or never〜」を収録。國府田マリ子と当時の番組プロデューサーであった佐藤卓矢によるスペシャルトークやコントなどが収録されている。

## 収録曲
1. モノローグ
2. Horizon
  - 作詞：國府田マリ子、作曲：菜芽月まろん、編曲：光田健一
3. ドキュメンタリー1 「番組の誕生」
4. ドキュメンタリー2 「Vステ夏の陣・冬の陣」
5. ドキュメンタリー3 「大阪素足のシンデレラ事件」
6. ドキュメンタリー4 「マリちゃんは雨女?」
7. ドキュメンタリー5 「さとDueと近鉄バッファローズ」
8. ドキュメンタリー6 「GMとは」
9. ドキュメンタリー7 「エピローグ」
10. Lifelike ~It’s now or never~
  - 作詞：國府田マリ子、作曲・編曲：expo
11. ポエムコーナー